# The Shrouds
The Shrouds er en film fra 2024 af David Cronenberg.

## Medvirkende
- Vincent Cassel som Karsh
- Diane Kruger som Becca / Terry / Hunny
- Guy Pearce som Maury
- Sandrine Holt som Soo-Min
- Elizabeth Saunders som Gray Foner
- Jennifer Dale som Myrna Slotnik
- Eric Weinthal som Dr. Hofstra
- Steve Switzman som Dr. Jerry Eckler